# Медісон Кіз
Медісон Кіз (англ. Madison Keys, 17 лютого 1995, Рок-Айленд, США) — американська професійна тенісистка переможниця парного турніру Orange Bowl (2010); переможниця одиночного турніру Orange Bowl (2007, турнір серед 12-річних), чемпіонка Австралії 2025 року.
Кіз з 9 років тренується в тенісній академії Кріс Еверт у Бока-Ратон, Флорида. На юніорському рівні вона підіймалася на 12 щабель світового рейтингу. Свою першу перемогу в грі турніру WTA вона здобула у віці 14 років 48 днів. Перший турнір WTA Кіз виграла в червні 2014 року. Це сталося на Aegon International, що проходив в англійському Істборні. У червні 2016 Медісон виграла Birmingham Classic в англійському Бірмінгемі. 
Кіз вийшла до фіналу Відкритого чемпіонату США 2017, де поступилася Слоун Стівенс.
Найбільшим її  успіхом стала перемога у Відкритому чемпіонаті Австралії 2025, де вона здолала у фіналі Орину Соболенко в трьох сетах.

## Стиль гри
За стилем гри Кіз характеризують як атакувального гравця задньої лінії, її порівнюють з Ліндсі Девенпорт. Вона грає правою рукою з дворучним бекхендом. Основна її зброя — подача, хоча через високе підкидання м'яча, вона іноді нестабільна. Кіз має сильний форхенд і бекхенд, може успішно грати біля сітки. Недоліками Медісон є мала рухливість, що заважає їй добре захищатися, хоча з сезону 2014 року її захист покращився, і вона часто вміло переходить від захисту до нападу.

## Особисте життя
Кіз змішаної раси — її мати біла, а батько — афроамериканець. Щодо своєї раси вона говорила: "Я зовсім не ідентифікую себе ні як біла,  ні як афроамериканка. Я — це я. Я — Медісон."
У листопаді 2024 року Кіз вийшла заміж за свого тренера Бйорна Фратанжело, з яким дружила з 2017 року.

## Статистика

### Фінали мейджорів

#### Одиночний розряд: 2 (1 титул)
| Результат | Рік  | Турнір          | Поверхня | Супротивниця    | Рахунок       |
| --------- | ---- | --------------- | -------- | --------------- | ------------- |
| Поразка   | 2017 | US Open         | Хард     | Слоун Стівенс   | 3–6, 0–6      |
| Перемога  | 2025 | Australian Open | Хард     | Орина Соболенко | 6–3, 2–6, 7–5 |

### Виступи в мейджорах
| W | Ф | ПФ | ЧФ | #Р | КТ | К# | DNQ | A | NH |

#### Одиночний розряд
| Турнір          | 2009 | 2010 | 2011 | 2012 | 2013 | 2014 | 2015 | 2016 | 2017 | 2018 | 2019 | 2020 | 2021 | 2022 | 2023 | 2024 | 2025 | SR     | W–L    | % В |
| --------------- | ---- | ---- | ---- | ---- | ---- | ---- | ---- | ---- | ---- | ---- | ---- | ---- | ---- | ---- | ---- | ---- | ---- | ------ | ------ | --- |
| Australian Open | A    | A    | A    | 1к   | 3к   | 2к   | ПФ   | 4к   | A    | ЧФ   | 4к   | 3к   | A    | ПФ   | 3к   | A    | П    | 1 / 11 | 34–10  | 77% |
| French Open     | A    | A    | A    | A    | 2к   | 1к   | 3к   | 4к   | 2к   | ПФ   | ЧФ   | 1к   | 3к   | 4к   | 2к   | 3к   |      | 0 / 12 | 24–12  | 67% |
| Wimbledon       | A    | A    | A    | К2   | 3к   | 3к   | ЧФ   | 4к   | 2к   | 3к   | 2к   | NH   | 4к   | A    | ЧФ   | 4к   |      | 0 / 10 | 25–10  | 71% |
| US Open         | A    | К1   | 2к   | К2   | 1к   | 2к   | 4к   | 4к   | Ф    | ПФ   | 4к   | 3к   | 1к   | 3к   | ПФ   | 3к   |      | 0 / 13 | 33–13  | 72% |
| Виграші-Поразки | 0–0  | 0–0  | 1–1  | 0–1  | 5–4  | 4–4  | 14–4 | 12–4 | 8–3  | 16–4 | 11–4 | 4–3  | 5–3  | 10–3 | 12–4 | 7–3  | 7–0  | 1 / 46 | 116–45 | 72% |

#### Парний розряд
| Турнір          | 2011 | 2012 | 2013 | 2014 | 2015 | 2016 | ..  | 2022 | 2023 | SR     | W–L   | % В |
| --------------- | ---- | ---- | ---- | ---- | ---- | ---- | --- | ---- | ---- | ------ | ----- | --- |
| Australian Open | A    | A    | A    | 3к   | 1к   | 2к   | A   | A    | A    | 0 / 3  | 3–3   | 50% |
| French Open     | A    | A    | 1к   | 3к   | A    | A    | A   | ПФ   | A    | 0 / 3  | 5–3   | 63% |
| Wimbledon       | A    | A    | 1к   | 2к   | 1к   | 1к   | A   | A    | A    | 0 / 4  | 1–4   | 20% |
| US Open         | 1к   | 2к   | A    | A    | 1к   | A    | A   | A    | A    | 0 / 3  | 1–3   | 25% |
| Виграші-Поразки | 0–1  | 1–1  | 0–2  | 4–3  | 0–3  | 1–2  | 0–0 | 4–1  | 0–0  | 0 / 13 | 10–13 | 43% |

Примітка: У другому колі   French Open 2014 Кіз отримала перемогу без гри, що офіційно не рахується виграшем.

## Інші значні фінали

### Турніри WTA 1000

#### Одиночний розряд: 3 (1 титули)
| Результат | Рік  | Турнір          | Поверхня | Супротивниця       | Рахунок       |
| --------- | ---- | --------------- | -------- | ------------------ | ------------- |
| Поразка   | 2016 | Italian Open    | Грунт    | Серена Вільямс     | 6–7(5–7), 3–6 |
| Поразка   | 2016 | Canadian Open   | Хард     | Сімона Халеп       | 6–7(2–7), 3–6 |
| Перемога  | 2019 | Cincinnati Open | Хард     | Світлана Кузнецова | 7–5, 7–6(7–5) |

### Олімпіади

#### Одиночний розряд: (за 3 місце)
| Результат | Рік  | Турнір                   | Поверхня | Супротивниця  | Рахунок       |
| --------- | ---- | ------------------------ | -------- | ------------- | ------------- |
| 4 місце   | 2016 | Ріо-де-Жанейро, Бразилія | Хард     | Петра Квітова | 5–7, 6–2, 2–6 |

## Фінали Туру WTA

### Одиночний розряд: 15 (титулів)
| Легенда          |
| ---------------- |
| Grand Slam (1–1) |
| WTA 1000 (1–2)   |
| WTA 500 (7–2)    |
| WTA 250 (1–0)    |

| За поверхнею |
| ------------ |
| Хард (5–3)   |
| Грунт (2–2)  |
| Трава (3–0)  |

| Фінали за умовами |
| ----------------- |
| Під небом (10–5)  |
| В залі (0–0)      |

| Результат | В–П  | Дата     | Турнір                                        | Статус     | Поверхня        | Супротивниця       | Рахунок         |
| --------- | ---- | -------- | --------------------------------------------- | ---------- | --------------- | ------------------ | --------------- |
| Перемога  | 1–0  | Чер 2014 | Eastbourne International, Велика Британія     | Premier    | Трава           | Анжелік Кербер     | 6–3, 3–6, 7–5   |
| Поразка   | 1–1  | Кві 2015 | Charleston Open, США                          | Premier    | Грунт (зелений) | Анжелік Кербер     | 2–6, 6–4, 5–7   |
| Поразка   | 1–2  | Тра 2016 | Italian Open, Італія                          | Premier 5  | Грунт           | Серена Вільямс     | 6–7(5–7), 3–6   |
| Перемога  | 2–2  | Чер 2016 | Birmingham Classic, Велика Британія           | Premier    | Трава           | Барбора Стрицова   | 6–3, 6–4        |
| Поразка   | 2–3  | Лип 2016 | Canadian Open, Канада                         | Premier 5  | Хард            | Сімона Халеп       | 6–7(2–7), 3–6   |
| Перемога  | 3–3  | Сер 2017 | Silicon Valley Classic, США                   | Premier    | Хард            | Коко Вандевей      | 7–6(7–4), 6–4   |
| Поразка   | 3–4  | Вер 2017 | US Open, США                                  | Grand Slam | Хард            | Слоун Стівенс      | 3–6, 0–6        |
| Перемога  | 4–4  | Кві 2019 | Charleston Open, США                          | Premier    | Грунт (зелений) | Каролін Возняцкі   | 7–6(7–5), 6–3   |
| Перемога  | 5–4  | Сер 2019 | Cincinnati Open, США                          | Premier 5  | Хард            | Світлана Кузнецова | 7–5, 7–6(7–5)   |
| Поразка   | 5–5  | Січ 2020 | Brisbane International, Австралія             | Premier    | Хард            | Кароліна Плішкова  | 4–6, 6–4, 5–7   |
| Перемога  | 6–5  | Січ 2022 | Adelaide International, Австралія             | WTA 250    | Хард            | Алісон Ріск        | 6–1, 6–2        |
| Перемога  | 7–5  | Чер 2023 | Eastbourne International, Велика Британія (2) | WTA 500    | Трава           | Дарія Касаткіна    | 6–2, 7–6(15–13) |
| Перемога  | 8–5  | Тра 2024 | Internationaux de Strasbourg, Франція         | WTA 500    | Грунт           | Деніелл Коллінз    | 6–1, 6–2        |
| Перемога  | 9–5  | Січ 2025 | Adelaide International, Австралія (2)         | WTA 500    | Хард            | Джессіка Пегула    | 6–3, 4–6, 6–1   |
| Перемога  | 10–5 | Січ 2025 | Australian Open, Австралія                    | Grand Slam | Хард            | Орина Соболенко    | 6–3, 2–6, 7–5   |

1. ↑  The WTA Premier tournaments were reclassified as Турніри WTA 500 in 2021.
2. ↑  The WTA Premier 5 & Mandatory tournaments were reclassified as Турніри WTA 1000 in 2021.

## Зовнішні посилання
- Досьє на сайті WTA [Архівовано 7 січня 2014 у Wayback Machine.]